# Zach Tyler Eisen
Zachary "Zach" Tyler Eisen (Stamford, 23 de setembro de 1993) é um ator de voz americano. Seus papeis incluem Aang na série animada Avatar: The Last Airbender, Lucas Nickle em The Ant Bully, Andrew em Little Bill e Pablo o Pinguim em The Backyardigans. Enquanto vivia em Connecticut, ele fez a maioria das gravações para Avatar: The Last Airbender via satélite.

## Filmografia
- Entropy (1999) - Lucas[1]
- Little Bill (1999-2002) – Andrew[1]
- Marci X (2003) - Boy
- The Backyardigans – Pablo the Penguin[1] (2004-06)
- Avatar: The Last Airbender (2005-08) - Aang[1]
- The Ant Bully  (2006) – Lucas Nickle[3][4]